# Heidi Biebl
Heidi Biebl (n. 17 februarie 1941, Oberstaufen, Bavaria, Germania – d. 20 ianuarie 2022, Immenstadt im Allgäu, Bavaria, Germania) a fost o schioară alpină ce a reprezentat Germania, medaliată olimpică. A participat la două ediții ale Jocurilor Olimpice (1960, 1964) în care a câștigat o medalie de aur.